# Union Comorienne pour le Progrès
De Union comorienne pour le progrès (Nederlands: Comorese Unie voor de Vooruitgang) was een politieke partij op de Comoren. De partij werd in 1982 opgericht door president Ahmed Abdallah en was tot 1990 de enige toegestane partij van het land. Wel was het niet-partijgebonden burgers toegestaan om als onafhankelijke kandidaat mee te doen aan verkiezingen.
President Abdallah wist zijn impopulaire regime met hulp van Franse huurlingen onder Bob Denard in stand te houden, maar uiteindelijk werd hij op 26 november 1989 vermoord - mogelijk in opdracht van Denard. Daags na de moord werd hij als president opgevolgd door Said Mohamed Djohar die in 1990 begon met het liberaliseren van het regime en in datzelfde jaar een einde maakte aan de monopoliepositie van de UCP. In 1991 werd de partij ontbonden.

## Verwijzingen
1. ↑  countrystudies.us/comores